# Васильев, Дмитрий Валерьевич (футболист)
Дмитрий Валерьевич Васильев (род. 18 апреля 1983) — российский футболист, защитник, игрок в пляжный футбол.

## Биография
Воспитанник СДЮШОР «Смена» Санкт-Петербург. В 2001—2003 годах провёл за дублирующий состав «Зенита» 42 игры. 2 апреля 2003 года сыграл единственный матч за основную команду — в гостевой игре 1/8 финала Кубка Премьер-лиги против ЦСКА (1:3) вышел в стартовом составе, на 39-й минуте получил жёлтую карточку за грубую игру и на 63-й минуте был заменён.
В дальнейшем играл за любительские клубы Санкт-Петербурга «Би Лайн СПб» (2005—2006), «90 минут» (2007), «Кукарача» (2008), «Гранд» (2012).
В 2006—2011 годах выступал за клуб по пляжному футболу IBS. Чемпион России 2007 года.